# Sven-Pelle Pettersson
Sven Gösta Pettersson, detto Sven-Pelle (Stoccolma, 15 dicembre 1911 – Huddinge, 6 gennaio 2000), è stato un nuotatore e pallanuotista svedese che ha partecipato alle Olimpiadi di Amsterdam 1928 e di Berlino 1936.
Nel 1928 fu eliminato al primo turno dei 100 m stile libero maschili. Come membro della staffetta svedese è arrivato quinto nella staffetta 4×200m sl maschile.
Otto anni dopo ha fatto parte della squadra svedese di pallanuoto che è arrivata settima nel torneo di pallanuoto, giocando tre partite. Come membro della staffetta svedese è arrivato ottavo nella staffetta 4×200m sl maschile.